# Куншалган (озеро)
Куншалган (каз. Күншалған) — озеро в Тимирязевском районе Северо-Казахстанской области Казахстана. Находится в 27 км к юго-западу от села Дмитриевка. В 2,5 км к востоку от села Приозёрное.
По данным топографической съёмки 1940-х годов, площадь поверхности озера составляет 2,66 км². Наибольшая длина озера — 2,4 км, наибольшая ширина — 1,6 км. Длина береговой линии составляет 6,5 км, развитие береговой линии — 1,12. Озеро расположено на высоте 166,6 м над уровнем моря.